# SPIE
SPIE  (anteriormente Society of Photographic Instrumentation Engineers , más tarde Society of Photo-Optical Instrumentation Engineers ) es una sociedad sin ánimo de lucro internacional que busca el intercambio, la recolección y la diseminación de conocimiento en óptica, fotónica e ingeniería de la imagen. EL SPIE organiza conferencias, cursos y exhibiciones que cubren todos los aspectos y aplicaciones de la ingeniería óptica. SPIE publica seis revistas científicas con revisión de pares (peer-reviewed), una revista para miembros SPIE Professional, la página web de noticias técnicas SPIE Newsroom, así como proceedings de conferencias, manuales, libros y tutoriales.

## Premios otorgados por SPIE
- George W. Goddard Award (since 1961)
- President's Award (since 1966)
- Gold Medal of the Society Award (since 1977)
- SPIE Technology Achievement Award (since 1979)
- Dennis Gabor Award (since 1983)
- Chandra S. Vikram Award in Metrology (since 2009)
- Scholarship awards
- M Josefa Yzuel Educator Award (desde 2003)[3]